# Чёрная (приток Пайдугины)
Чёрная — река в России, протекает в Томской области. Устье реки находится в 373 км по правому берегу реки Пайдугина. Длина реки составляет 42 км. В верховьях есть правый приток — Правая Чёрная.

## Данные водного реестра
По данным государственного водного реестра России относится к Верхнеобскому бассейновому округу, водохозяйственный участок реки — Кеть, речной подбассейн реки — бассейн притоков (Верхней) Оби от Чулыма до Кети. Речной бассейн реки — (Верхняя) Обь до впадения Иртыша.